# Pectispongilla stellifera
Pectispongilla stellifera är en svampdjursart som beskrevs av Annandale 1915. Pectispongilla stellifera ingår i släktet Pectispongilla och familjen Spongillidae.
Artens utbredningsområde är havet utanför Indien. Inga underarter finns listade i Catalogue of Life.